# Seszur
Seszur románul: Șesuri, falu Romániában, Erdélyben, Hunyad megyében.

## Fekvése
Brádtól délkeletre fekvő település.

## Története
Seszur, Zdragurfalva egykor Zaránd vármegyéhez tartozott. Nevét 1439-ben említette először oklevél Zdragurfalva néven. Ekkor Világosvár körösbányai kerületéhez tartozott. Később nevét 1888-ban Seszur, (Seszur, Sicsuri), 1913-ban Seszur formában írták.
A trianoni békeszerződés előtt Hunyad vármegye Brádi járásához tartozott.
1910-ben 916 lakosából 910 román volt és ebből 912 görögkeleti ortodox volt.